# جوليان إدواردز
جوليان إدواردز (30 يوليو 1988 بتورونتو في كندا - ) هو لاعب كرة قدم كندي في مركز الدفاع. شارك مع منتخب غيانا لكرة القدم. أما مع النوادي، فقد لعب مع Capital City F.C. ‏ وKingston FC ‏.

## وصلات خارجية
- جوليان إدواردز على موقع قاعدة بيانات كرة القدم.إي يو (الإنجليزية)